# Вулиця Марка Кропивницького (Миколаїв)
Вулиця Марка Кропивницького — вулиця в історичній частині міста Миколаєва.

## Розташування

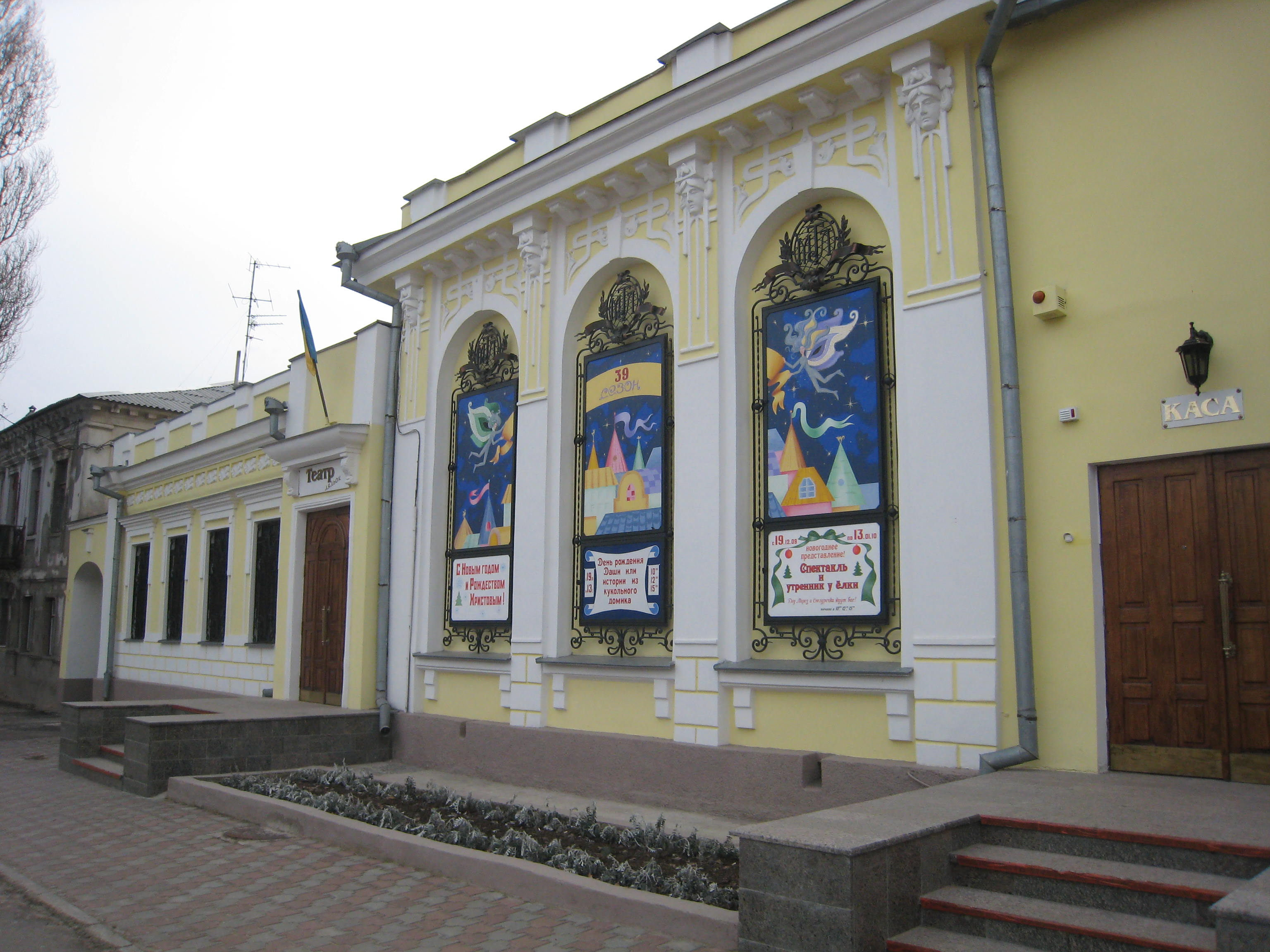
Миколаївський державний обласний театр ляльок

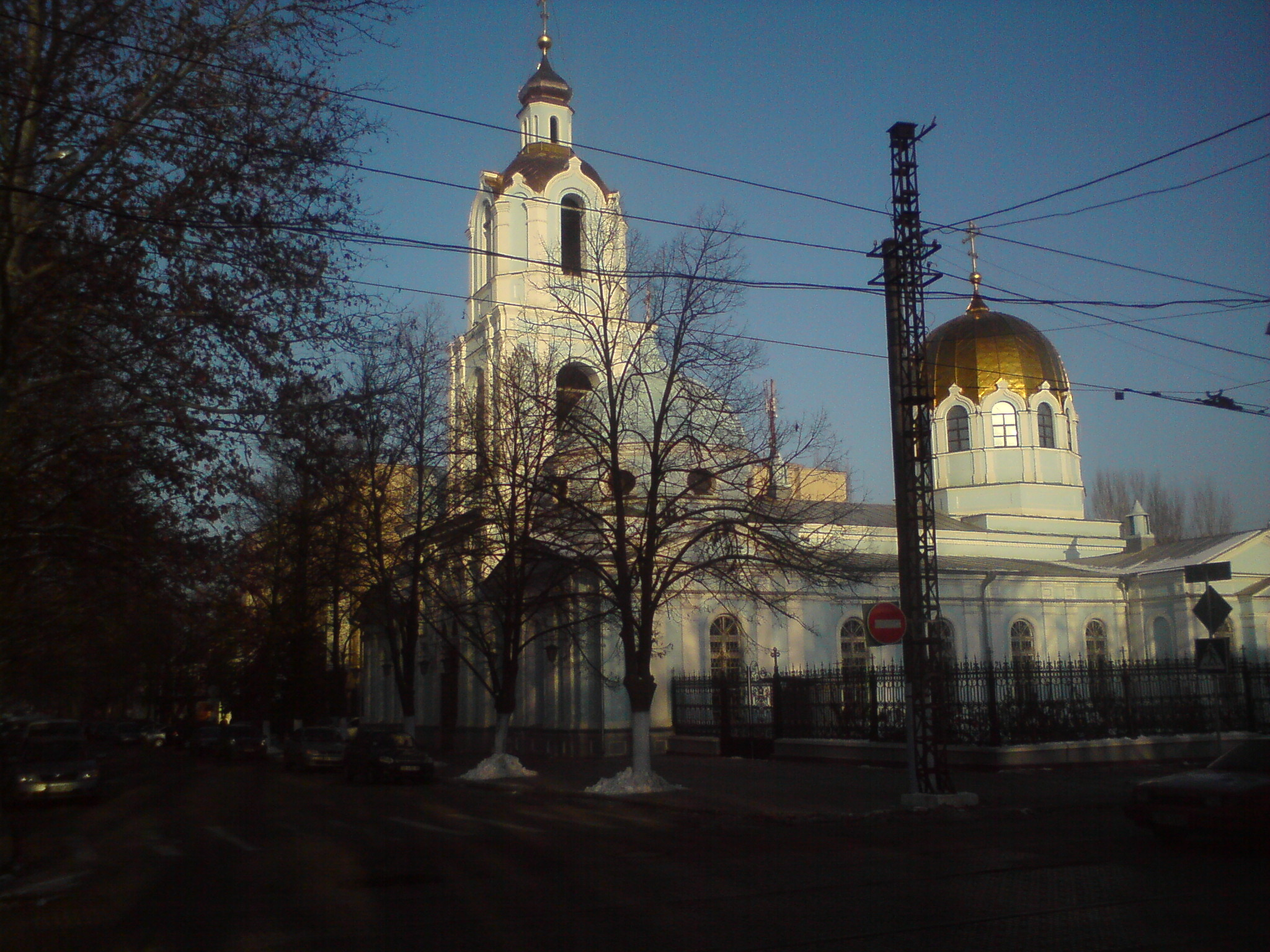
Собор Різдва Богородиці на розі вулиць Марка Кропивницького та Героїв Рятувальників

Вулиця Марка Кропивницького — поздовжня вулиця старого Миколаєва. Вона починалася від поворотної ділянки вулиці Вадима Благовісного і закінчувалася у Садової. Зараз вулиця проходить паралельно Великій Морській та тягнеться від вулиці Вадима Благовісного на північному заході до вулиці 1-ї Воєнної на сході, упираючись в парк Народний сад.

## Історія
У 1822 році поліцмейстер П. І. Федоров запропонував назвати вулицю Бірженською — від візницької біржі, повз яку вона проходила.
У 1835 році поліцмейстером Г. Г. Автономовим була перейменована в Купецьку — за Різдвяно-Богородицьким собором, який в народі називався Купецьким. Вулиця проходила повз Красні ряди (два квартали торгових будинків-рядів), де продавали «красний товар» — тканини різних сортів. Тут жваво торгували купці. Вони ж давали гроші на будівництво Купецького собору. Хоча вулиця і не мала парадного вигляду, як, наприклад, Адміральська або вулиця Вадима Благовісного, але у старому Миколаєві вона належала до престижних вулиць, на яких селилися багаті люди та місцева знать. Завдяки архівним даним збереглися їхні імена. Це міський суддя 4-ї ділянки статський радник К. С. Канін (1894 рік); старший помічник Миколаївського порту генерал-майор П. А. Ішеєв (1904 рік); відомий вчений та інженер-ракетник генерал-лейтенант К. І. Константинов, який завідував виготовленням бойових ракет на Миколаївському ракетному заводі (1869 рік); начальник жандармської команди капітан М. І. Крамарев (1869 рік); миколаївський міський голова О. М. Соковнін (1904 рік), який був також головою Миколаївського відділення Імператорського російського музичного товариства.
У 1890 році до 100-річчя Миколаєва вулицю перейменували на Потьомкінську — в пам'ять про засновника Миколаєва. Після революції, в 1920-ті роки, Потьомкінську перейменовано на Плеханівську — в пам'ять про революціонера-марксиста Г. В. Плеханова. Після 1945 року вулицю Одеську (за Одеським напрямком), яка продовжувала вулицю за Садовою, також перейменували в Плеханівську, вдруге змінивши нумерацію будинків.
У 1989 році, до 200-річчя Миколаєва вулиці повернули назву Потьомкінська.
26 липня 2024 року вулицю Потьомкінську перейменовано і розпорядженням голови Миколаївської обласної державної адміністрації Віталія Кіма відповідно до Закону України «Про засудження та заборону пропаганди російської імперської політики в Україні і деколонізацію топонімії» надано ім'я Марка Кропивницького — українського письменника, драматурга, театрального режисера і актора.

## Пам'ятки та будівлі
- Собор Різдва Богородиці на розі вулиць Марка Кропивницького і Героїв Рятувальників.
- Миколаївський обласний театр ляльок знаходиться в будинку № 53.
- Влітку 1999 року з ініціативи та за фінансової підтримки відомого в Миколаєві мецената і видавця Валерія Карнауха на розі вулиць Марка Кропивницького і Соборної вулиць встановлена меморіальна дошка на честь князя Г. О. Потьомкіна-Таврійського.
- На місці будинку № 31, на розі вулиць Аркасівської та Марка Кропивницького, з дня заснування міста знаходилася дерев'яна церква в ім'я Святителя Миколая, побудована греками. У 1812 році церква занепала, і замість неї греки побудували в 1813—1817 роках нову, кам'яну, на розі вулиці Олексія Вадатурського та вулиці Вадима Благовісного («Грецька церква»), яка існує і понині.
- На наступному кварталі по непарній стороні знаходиться будівля колишнього жіночого комерційного училища, в якому згодом розташовувався суднобудівний технікум, а в останні десятиліття — ПКБ «Прогрес».
- На розі вулиць Марка Кропивницького і Вадатурського у будинку № 35 була колись жіноча школа, а потім повітове училище (будинок Вальда 1892 року).
- У кутовому будинку № 30 жила баронеса А. О. Рено (1904 рік), почесна членкиня Миколаївського благодійного товариства. Представниця добре відомого в Миколаєві та Одесі прізвища Рено, представлена в Миколаєві декількома поколіннями.
- У кварталі між Соборною та Маріупольською вулицями у будинку № 57 розташовувався «Петербурзький готель» (1869 рік) Б. Сібера, підірваний під час Другої світової війни.
- Поряд у будинку № 59 — аптека Гейне (1904 рік) в готико-мавританському стилі. Зараз у цьому будинку також знаходиться аптека.
- Парк «Народний сад».
- Вулицею Марка Кропивницького з 1914 року ходить трамвай. До цього з 1904 тут ходила конка. Зараз вулицею Марка Кропивницького пролягає частина трамвайних маршрутів № 3, № 1 та № 11.